# Лазаров, Кирил
Кирил (Кире) Лазаров (макед. Кирил Лазаров, род. 10 мая 1980 года в Свети-Николе) — македонский гандболист, правый полусредний; тренер. Рекордсмен национальной сборной Северной Македонии по количеству голов (1717), был её капитаном. Известен под прозвищем «Леворукий бомбардир» за свои бомбардирские навыки. Рекордсмен чемпионатов мира по количеству голов за одно первенство: 92 гола на чемпионате мира 2009 года и 61 гол на чемпионате Европы 2012. Лучший бомбардир в истории Лиги чемпионов ЕГФ. Старший брат Филипа Лазарова, также гандболиста и игрока сборной Македонии.

## Карьера

### Клубная

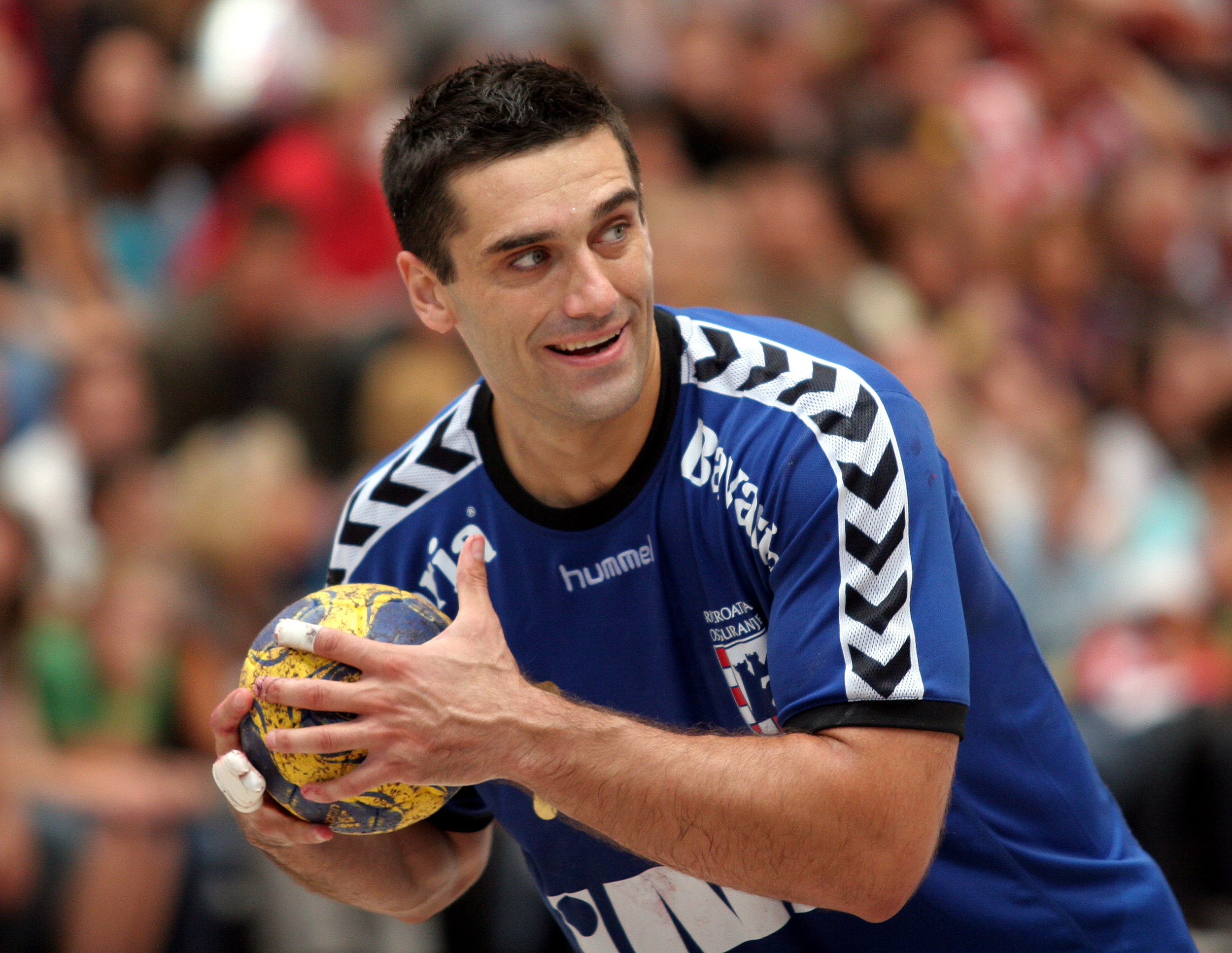

Карьеру Кирил начал в составе команды «Овче Поле», в 1994 году был взят на заметку скаутами команды «Борец» из Велеса и вскоре перешёл в этот клуб. Дебют в официальных соревнованиях состоялся в 1998 году в команде «Пелистер» из Битолы. В 1998, 1999 и 2000 годах он выигрывал чемпионат Македонии и Кубок Македонии, благодаря чему им заинтересовался хорватский клуб «Загреб». В 2000 году Лазаров перешёл в эту хорватскую команду, с которой выиграл в 2001 и 2002 годах чемпионат и Кубок страны.
В 2002 году он перешёл в венгерский «Фотекс-Веспрем», тогдашних грандов венгерского гандбола. Команда с озера Балатон одерживала победы в чемпионате с 2003 по 2006 года при участии Лазарова, а также в Кубке с 2003 по 2005 годы и в 2007. Особенно он ярко проявил себя в сезоне 2005/06, став лучшим бомбардиром Лиги чемпионов с 85 голами (годом ранее он забил 76 голов).
Летом 2006 года появились слухи, что Кирил может стать игроком «Магдебурга» или «Барселоны», однако Лазаров остался в венгерском клубе. В 2007 году он вернулся в «Загреб», где выступал до 2010 года. Перед сезоном 2010/11 Кирил переехал в Испанию, где подписал контракт с клубом «Сиудад Реал». По окончании сезона произошло слияние клуба «Сиудад Реал» с мадридским «Атлетико», и Лазаров стал игроком мадридской команды. После того, как команда «Атлетико» (Мадрид) была расформирована в 2013 году из-за финансовых проблем, Кирил Лазаров перешёл в «Барселону». В феврале 2017 года Кирил Лазаров заключил двухлетний контракт с «Нантом».

### В сборной
В сборной Кирил сыграл 206 игр и забросил 1547 мячей. В составе сборной он установил два рекорда, став лучшим бомбардиром по числу голов, забитых на одном чемпионате мира и на одном чемпионате Европы. В 2009 году он на чемпионате мира в Хорватии забил 92 гола, побив рекорд корейца Юн Кён Сина в 86 голов, а на чемпионате Европы 2012 года забил 61 гол и превзошёл рекорды Стефана Лёвгрена из сборной Швеции и Оулавюра Стефаунссона в 57 голов. 24 марта 2009 года, уже после окончания чемпионата мира, Лазаров был награждён медалью «За заслуги перед страной», которую ему вручал тогдашний президент Бранко Црвенковский.

## Личная жизнь
Жена Любица, сын Благойче, дочь Лана. Есть родной брат Филип, также гандболист.

## Статистика
Статистика Кирила Лазарова в сезоне 2018/19 указана на 25.11.2018
| Сезон        | Клуб            | Лига           | Матчи | Голы | 7-метр | Голы |
| ------------ | --------------- | -------------- | ----- | ---- | ------ | ---- |
| 2011-12      | Атлетико Мадрид | LIGA ASOBAL    | 30    | 156  | 34     | 122  |
| 2012-13      | Атлетико Мадрид | LIGA ASOBAL    | 29    | 156  | 42     | 114  |
| 2013-14      | Барселона       | LIGA ASOBAL    | 30    | 131  | 32     | 99   |
| 2014/15      | Барселона       | LIGA ASOBAL    | 27    | 120  | 25     | 95   |
| 2015/16      | Барселона       | LIGA ASOBAL    | 25    | 147  | 70     | 77   |
| 2017/18      | ГК Нант         | LNH division 1 | 20    | 87   | 33     | 54   |
| 2018/19      | ГК Нант         | LNH division 1 | 10    | 39   | 3      | 36   |
| 2011-по н.в. | Итого           | LIGA ASOBAL    | 141   | 710  | 203    | 507  |